# Fatkullina paradoxa
Fatkullina paradoxa är en mossdjursart som beskrevs av Grischenko, Gordon och Taylor 1998. Fatkullina paradoxa ingår i släktet Fatkullina och familjen Stomachetosellidae. Inga underarter finns listade i Catalogue of Life.